# Atrypanius spermophagus
Atrypanius spermophagus är en skalbaggsart som först beskrevs av Fisher 1917.  Atrypanius spermophagus ingår i släktet Atrypanius och familjen långhorningar. Inga underarter finns listade.